# Allèlengyon
L'Allèlengyon est un système fiscal remis en place par Basile II en 1004 qui consistait à faire payer par les puissants les impôts que ne pouvaient pas payer les plus pauvres sans pour autant leur faire bénéficier du droit de préemption qui en découle normalement. Malgré l'opposition des puissants et du patriarche Sergius II, Basile II ne céda pas.
Ce système fut mis en place par Basile II pour affaiblir le pouvoir des puissants qui avaient gêné son accession au trône.
Cet Allèlengyon ne fut donc pas « inventé » par Basile II, mais seulement remis en vigueur, à la seule différence que le basileus le mit en place au niveau impérial alors qu'il n'existait qu'au niveau des communautés villageoises. Plus largement, cette mesure s'intégrait dans le programme de plusieurs empereurs macédoniens consistant à limiter la croissance des grands propriétaires terriens au détriment de la petite paysannerie, laquelle constituait alors le cœur de l'armée byzantine. Ce système, mis en place vers le VIIe siècle, consistait à s'appuyer sur les petits propriétaires en les mobilisant ponctuellement pour repousser les invasions, en comptant sur leur motivation à défendre leurs propres terres. Au-delà, l'allèlengyon permettait de freiner la constitution de puissants clans aristocratiques. Néanmoins, à long terme, ces mesures s'avérèrent peu efficaces.
Il fut aboli peu après la mort de Basile II, par l'empereur Romain III. 

## Sources
- Alain Ducelier, Michel Kaplan, Byzance du IV au XVe siècle, éditions Hachette Supérieure.